# 黎明鳥屬
黎明鳥屬（意為「黎明的反鳥類」）是生存於白堊紀早期的小型反鳥類，體長10至13公分，同時具有一對長達15公分的球拍狀裝飾尾羽。化石發現於中國河北省北部的四岔口盆地，或可和原羽鳥並列為迄今熱河生物群所發現最古老的鳥類，也是少數在化石中保留了軟組織的白堊紀鳥類。